# Liste der Naturdenkmale in Fridingen an der Donau
| Naturdenkmale | Anzahl |
| ------------- | ------ |
| FND           | 5      |
| END           | 21     |
| Gesamt        | 26     |

Die Liste der Naturdenkmale in Fridingen an der Donau nennt die verordneten Naturdenkmale (ND) der im baden-württembergischen Landkreis Tuttlingen liegenden Stadt Fridingen an der Donau. In Fridingen an der Donau gibt es insgesamt 26 als Naturdenkmal geschützte Objekte, davon 5 flächenhafte Naturdenkmale (FND) und 21 Einzelgebilde-Naturdenkmale (END).
Stand: 31. Oktober 2016.

## Flächenhafte Naturdenkmale (FND)
| Name                              | Bild | Kennung     | Einzelheiten                      | Position | Fläche Hektar | Datum         |
| --------------------------------- | ---- | ----------- | --------------------------------- | -------- | ------------- | ------------- |
| Bäralauf mit Ufervegetation       | BW   | 83270160006 | Bärenthal, Fridingen an der Donau | ⊙        | 13,2          | 18. Jan. 1993 |
| Hardt-Allee                       | BW   | 83270160020 | Fridingen an der Donau            | ⊙        | 1,3           | 18. Jan. 1993 |
| Katzenbuckel                      | BW   | 83270160022 | Fridingen an der Donau            | ⊙        | 1,9           | 20. Juni 1994 |
| Ramspel-Quelle (Goldgrubenquelle) | BW   | 83270160004 | Fridingen an der Donau            | ⊙        | 0,0           | 18. Jan. 1993 |
| Risiquelle                        | BW   | 83270160017 | Fridingen an der Donau            | ⊙        | 0,1           | 18. Jan. 1993 |
| Legende für Naturdenkmal          |      |             |                                   |          |               |               |

## Einzelgebilde (END)
| Name                                                               | Bild | Kennung     | Einzelheiten           | Position | Fläche Hektar | Datum         |
| ------------------------------------------------------------------ | ---- | ----------- | ---------------------- | -------- | ------------- | ------------- |
| Backenbrunnenquelle                                                | BW   | 83270160031 | Fridingen an der Donau | ⊙        | 0,0           | 18. Jan. 1993 |
| Bruchweide                                                         | BW   | 83270160009 | Fridingen an der Donau | ⊙        | 0,0           | 18. Jan. 1993 |
| Buche beim Hammerwerk                                              | BW   | 83270160013 | Fridingen an der Donau | ⊙        | 0,0           | 18. Jan. 1993 |
| Eiche an der Landesstraße (Richtung Abzw. Neuhausen)               | BW   | 83270160014 | Fridingen an der Donau | ⊙        | 0,0           | 18. Jan. 1993 |
| Eiche an der Landesstraße unterhalb Bergsteig (Richtung Fridingen) | BW   | 83270160015 | Fridingen an der Donau | ⊙        | 0,0           | 18. Jan. 1993 |
| Eiche beim Vereinsheim Kaninchenzuchtverein                        | BW   | 83270160012 | Fridingen an der Donau | ⊙        | 0,0           | 18. Jan. 1993 |
| Eichenbaum auf Wendelstein                                         | BW   | 83270160030 | Fridingen an der Donau | ⊙        | 0,0           | 18. Jan. 1993 |
| Elsbeere                                                           | BW   | 83270160027 | Fridingen an der Donau | ⊙        | 0,0           | 18. Jan. 1993 |
| Ensemble von 6 - 7 starken Buchen                                  | BW   | 83270160024 | Fridingen an der Donau | ⊙        | 0,0           | 18. Jan. 1993 |
| Friedhofslinde                                                     | BW   | 83270160005 | Fridingen an der Donau | ⊙        | 0,0           | 18. Jan. 1993 |
| Heiligenbrünnele                                                   | BW   | 83270160032 | Fridingen an der Donau | ⊙        | 0,0           | 18. Jan. 1993 |
| Höhle unterhalb Schloß Bronnen                                     |      | 83270160002 | Fridingen an der Donau | ⊙        | 0,0           | 18. Jan. 1993 |
| Jägerhaushöhle                                                     | BW   | 83270160016 | Fridingen an der Donau | ⊙        | 0,0           | 18. Jan. 1993 |
| Linde an der Kreuzhalde                                            | BW   | 83270160021 | Fridingen an der Donau | ⊙        | 0,0           | 18. Jan. 1993 |
| Silberweide                                                        | BW   | 83270160023 | Fridingen an der Donau | ⊙        | 0,0           | 18. Jan. 1993 |
| Sperbersloch                                                       |      | 83270160019 | Fridingen an der Donau | ⊙        | 0,0           | 18. Jan. 1993 |
| Weidebuche                                                         | BW   | 83270160025 | Fridingen an der Donau | ⊙        | 0,0           | 18. Jan. 1993 |
| Weißtanne                                                          | BW   | 83270160029 | Fridingen an der Donau | ⊙        | 0,0           | 18. Jan. 1993 |
| Ziegelhöhle                                                        |      | 83270160001 | Fridingen an der Donau | ⊙        | 0,0           | 18. Jan. 1993 |
| Zwei Linden mit Bildstock                                          | BW   | 83270160007 | Fridingen an der Donau | ⊙        | 0,0           | 18. Jan. 1993 |
| 2 große Feldahornbäume                                             | BW   | 83270160028 | Fridingen an der Donau | ⊙        | 0,0           | 18. Jan. 1993 |
| Legende für Naturdenkmal                                           |      |             |                        |          |               |               |